# Saint-Martin-Rivière
Saint-Martin-Rivière település Franciaországban, Aisne megyében. Lakosainak száma 115 fő (2022. január 1.). Saint-Martin-Rivière Molain, Ribeauville, La Vallée-Mulâtre, Le Cateau-Cambrésis, Mazinghien és Saint-Souplet községekkel határos.

## Népesség
A település népessége az elmúlt években az alábbi módon változott:
| Lakosok száma | 150  | 129  | 119  | 118  | 129  | 127  | 115  | 113  | 108  | 115  |
|               | 1968 | 1982 | 1999 | 2006 | 2011 | 2015 | 2017 | 2018 | 2020 | 2022 |